# Jasmonat

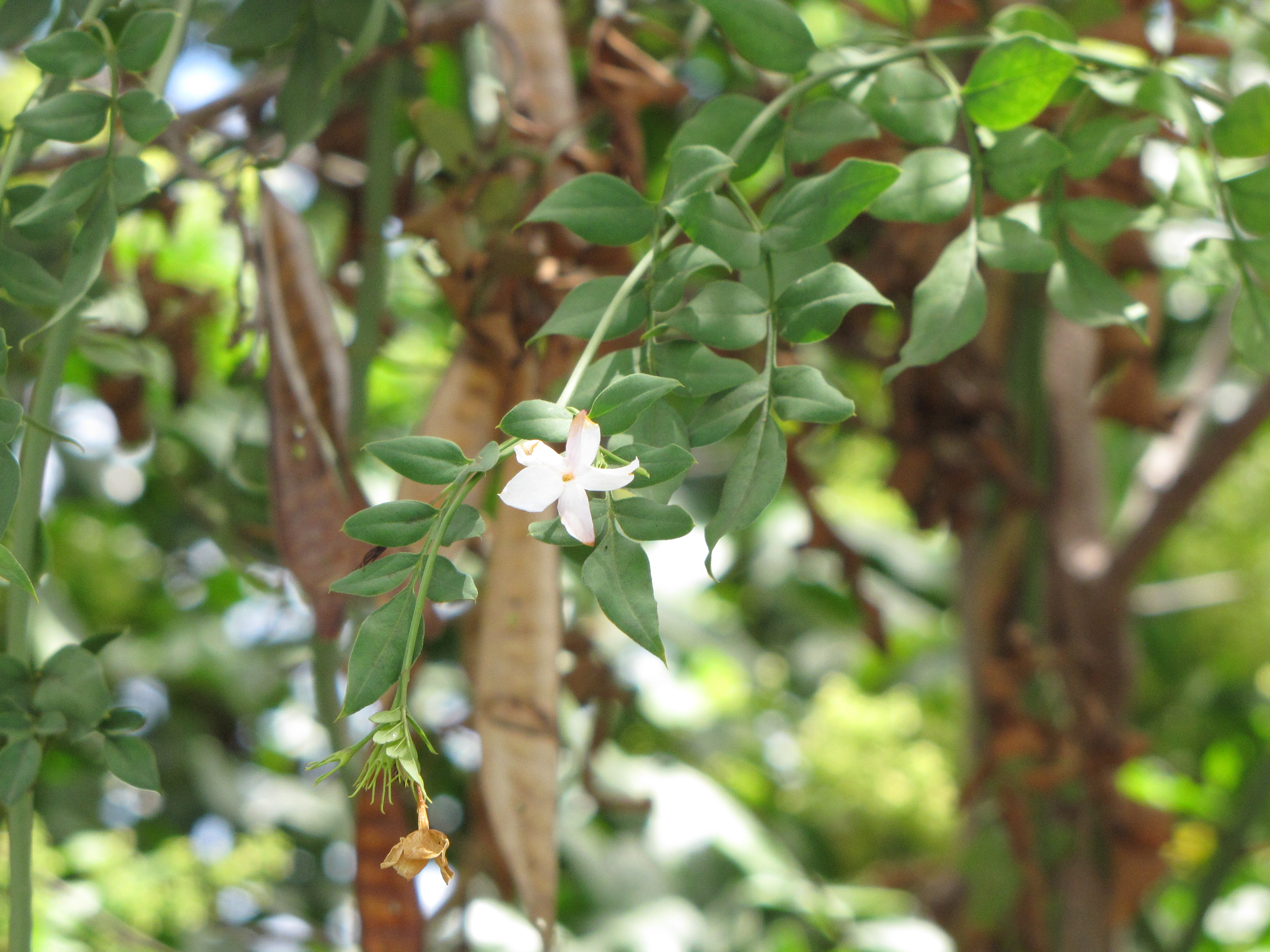
L'espècie de gessamíJasminum grandiflorum

El jasmonat (JA) i els seus derivats són hormones senyalitzadores amb base lípidica que regulen un ampli ventall de processos en les plantes que van des del creixement i la fotosíntesi al desenvolupament reproductiu. En particular els jasmonats són crítics per a la defensa de les plantes contra els herbívors i les respostes de les plantes davant les males condicions medioambientals i altres tipus de reptes biòtics i abiòtics. Els jasmonats també es poden alliberar en la forma de compostos orgànics volàtils (VOCs) per permetre la comunicació entre les plantes en anticipació a perills entre elles.
El nom de jasmonat prové del nom científic del gessamí (Jasminum), de l'oli essencial d'aquesta planta, en concret de l'espècie Jasminum grandiflorum, es va aïllar químicament el metil jasmonat i es va poder determinar l'estructura molecular dels jasmonats.

## Estructura dels jasmonats i els seus derivats
Els jasmonats (JA) són oxilipins, o àcids grassos oxigenats, sintetitzats a partir de l'àcid linolènic de les membranes del cloroplast.
El mateix jasmonat pot ser posteriorment metabolitzat en derivats actius o inactius.

## Jasmonat i patogènesi
Pseudomonas syringae causa malalties bacterianes en les tomaqueres bloquejant la via de senyalament del jasmonat injectant una sèrie de compostos químics entre ells la fitotoxina coronatina
Encara que la via del jasmonat és crítica en la resposta a les ferides no és l'única via de senyalament que es troba en la defensa de les plantes. Un exemple ben estudiat és l'àcid salicílic que indueix tant l'expressió de gens relacionats amb la patogènesi com la resistència adquirida sistèmica.